# افرای الیور
افرای الیور (نام علمی: Acer oliverianum) نام یک گونه از سرده افرا است.